# Цинцерень (Теленештський район)
Цинцерень (рум. Țînțăreni) — село у Теленештському районі Молдови. Утворює окрему комуну.

## Населення
За даними перепису населення 2004 року у селі проживали 1890 осіб.
Національний склад населення села:
| Національність       | Кількість осіб | Відсоток   |
| -------------------- | -------------- | ---------- |
| молдавани румуни     | 1866 5         | 98,7% 0,3% |
| українці             | 6              | 0,3%       |
| росіяни              | 5              | 0,3%       |
| цигани               | 5              | 0,3%       |
| інша / без відповіді | 3              | 0,2%       |
| Всього               | 1890           | 100%       |